# مسجد محمد (برمودا)
مسجد محمد هو مسجد في هاميلتون في جزر برمودا.

## التاريخ
تم إنشاء المسجد في عام 1975.

## الهندسة المعمارية
يقع المسجد في مبنى يتكون من قاعة الصلاة الرئيسية ومدرسة وغرفة الإمام ومركز المجتمع. يتكون المبنى من أربعة طوابق. تبلغ المساحة الإجمالية للمبنى 669 م2 على مساحة 3777 م2.

## وصلات خارجية
- مسجد محمد  على فيسبوك.